# Heinrich Rump
Heinrich Rump (* 27. Dezember 1768 in Bremen-Horn; † 7. März 1837 in Bremen) war ein deutscher Pädagoge und Bremer Stadtbibliothekar.

## Biografie
Rump war der Sohn des Horner Pastors Dietrich Hermann Rump. Er besuchte von 1784 bis 1786 das Lyzeum und bis 1789 das Alte Gymnasium. Er studierte von 1789 bis 1793 Philologie an der Universität Göttingen. Von 1793 bis 1794 war er Hofmeister (Hauslehrer) eines jungen Adligen in Hannover.
1794 wurde er Lehrer für klassische Sprachen am Paedagogeum in Bremen und erhielt 1796 den Titel eines Professors der Philosophie. 1796 wurde er auch Stadtbibliothekar von Bremen (bis 1837). 1829 gab er die Lehrerstelle auf. Er verfasste Schriften zur Geschichte der Pädagogik in Bremen und seine Gedanken über eine auf Nationalbildung berechnete öffentliche Büchersammlung, für eine deutsche, besonders norddeutsche Stadt.

## Werk (Auswahl)
Alphabetisches Verzeichniß sämmtlicher Bücher der Bremischen öffentlichen Bibliothek mit Bezeichnung des Standortes eines jeden Buches in derselben. 2 Hälften (1833 und 1834). Mit einem Vorwort von H. Rump; die erste Fortsetzung von El. Meyer erschien 1859.